# Francisco Pascual Obama Asue
Francisco Pascual Obama Asue, est un homme d'État équatoguinéen, Premier ministre du 23 juin 2016 au 1er février 2023.

## Biographie
Pendant des années, il a occupé les portefeuilles du ministre des Sports et de la Jeunesse, du ministre de l'Économie, du ministre du Progrès social et du ministre de la Santé.
Actuellement, le 22 juin 2016, succédant à Vicente Ehate Tomi, il est le 9e Premier ministre de la Guinée équatoriale, après avoir été nommé par le président Teodoro Obiang.
Le 14 août 2020, Le gouvernement de Francisco Pascual Asué de la Guinée équatoriale a remis sa démission au président Teodoro Obiang Nguema, lors d'un conseil des ministres extraordinaire, a annoncé le gouvernement dans un communiqué.
Le président a déploré « que le gouvernement sortant n'ait pas rempli ses fonctions ou atteint les objectifs programmés », selon ce communiqué. « Le gouvernement se voit obligé de prendre des mesures de rigueur pour compenser une possible insolvabilité », a précisé le président. Le Premier ministre du gouvernement démissionnaire, Pascual Obama Asué, a pour sa part affirmé que « la confiance du chef de l'État mérite des sacrifices ».